# Sugar (film 2004)
Sugar – kanadyjski melodramat w reżyserii Johna Palmera z 2004 na podstawie serii opowiadań Bruce’a La Bruce’a.

## Obsada
| Aktor           | Rola                |
| --------------- | ------------------- |
| Andre Noble     | Cliff               |
| Brendan Fehr    | Butch               |
| Marnie McPhail  | Madge               |
| Haylee Wanstall | Ciastko             |
| Jeffrey Parazzo | Flex                |
| Michael Barry   | Shayne              |
| Sarah Polley    | dziewczyna w ciąży  |
| Maury Chaykin   | Stanley             |
| Michael Riley   | człowiek            |
| Dorothy Gordon  | staromodna kelnerka |